# Chiesa di San Zenone all'Arco
La chiesa di San Zenone all'Arco è una chiesa di Brescia, situata dietro la Loggia. La struttura è di epoca romanica e contiene importanti affreschi del Duecento. Del tutto invisibile dall'adiacente corsetto Sant'Agata, se ne può ammirare il fianco lungo Vicolo San Zenone e un leggero scorcio del campanile dall'ingresso di Vicolo Millefiori, chiuso al passaggio pubblico nel 2009 per motivi di sicurezza sociale. Solitamente poco conosciuta, ha una storia molto travagliata alle spalle ed è oggi utilizzata come galleria d'arte per mostre temporanee.

## Storia
L'antichissima struttura originaria risale probabilmente all'XI secolo: si trattava di un ambiente molto contenuto a due navate fin dalla costruzione, abside circolare rivolto a est e facciata a ovest. La denominazione all'Arco o de Arcu proviene dalla sua vicinanza a un arco trionfale romano che, almeno fino alla fine del Cinquecento, si trovava all'estremità di corso Garibaldi, il decumano massimo nell'odierna piazza Rovetta. Il monumento, fra l'altro, fu rilevato e disegnato da Giulio Todeschini.
Nei secoli la chiesetta subì numerosi e diversificati rimaneggiamenti: fu rifatta la copertura, vennero aggiunte altre finestre e la navata laterale fu separata dalla centrale con muri di schermatura, lasciando a vista il colonnato ad archi e ricavando dietro di esso due ambienti. Quello più a nord, probabilmente utilizzato come sagrestia, ospita una pregevolissima Annunciazione, l'affresco più importante e meglio conservato contenuto nella chiesa. Nel tempo, oltretutto, l'edificio fu completamente circondato da edifici residenziali di epoca medievale, che coprirono anche la facciata. L'ingresso, infatti, è oggi posto in vicolo San Zenone, in posizione laterale, dove un tempo era posta la navata sud.
Anche l'abside fu rifatto nel tempo e sostituito da uno rettangolare a fondo piatto, ma recenti restauri ne hanno reso nuovamente visibile l'originaria pianta circolare. La chiesa ha oggi perso ogni funzione liturgica e viene utilizzata come galleria d'arte per mostre temporanee.
Durante i progetti di riqualificazione urbanistica del centro storico di Brescia alla fine degli anni venti del Novecento, anche la chiesa di San Zenone all'Arco fu oggetto di ripensamenti: vari furono i progetti di liberazione dell'abside (vedi foto), mentre altri prevedevano anche la liberazione della facciata attraverso l'allargamento di vicolo Millefiori e la demolizione degli edifici che la ostruivano. Altri ancora, invece, la volevano demolita per l'apertura della "Traversa della Pallata" che avrebbe collegato la nuova piazza della Vittoria con la torre della Pallata e quindi con l'uscita dal centro della città. Nessuno di questi progetti fu mai messo in pratica.

## Le opere
La chiesa contiene un ricco patrimonio artistico e storico: la struttura, completamente in mattoni, bene evidenzia le tecniche costruttive e architettoniche altomedioevali. I capitelli, ad esempio, sono tutti cubici e realizzati a loro volta in mattoni. L'opera di maggior rilievo resta comunque quella pittorica: numerosi lacerti di affreschi bizantineggianti della fine del Duecento ricoprono varie zone della chiesa, soprattutto i pilastri in mattoni della navatella, con una particolare concentrazione nella "sagrestia", ovvero l'estremità ovest della suddetta navata, all'interno della quale si ha l'Annunciazione prima accennata.
Altri affreschi si notano lungo le arcate, oggi schermate, della navata e nel sottotetto. Un pregevole campanile in cotto, inoltre, è posto all'esterno ed è possibile intravederlo dal vicolo posto esattamente dietro la Loggia, vicolo chiuso al passaggio pubblico nel 2009 per motivi di sicurezza sociale.
Altre opere un tempo conservate nella chiesa sono oggi sparse in altri edifici di culto cittadini. L'altare, ad esempio, fu trasferito nella chiesa di Sant'Agata, dove viene utilizzato tuttora come altare centrale. Si tratta di un altare in legno di epoca barocca, dipinto di rosso e oro: al centro, in una cornice, è dipinta la scena del Battesimo di Gesù, mentre nei pilastrini laterali sono poste, in due nicchie, le statuette dei santi Faustino e Giovita, patroni della città.

## Galleria d'immagini

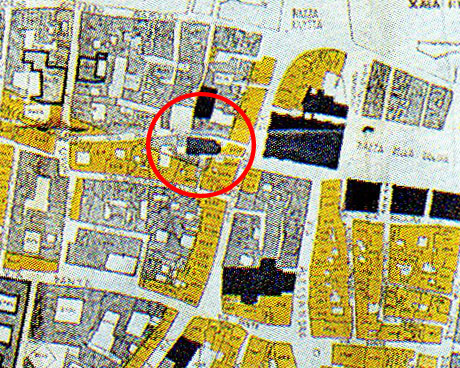
Dettaglio del manifesto murale del 1928 con cui si annunciava l'intervento di demolizione e ricostruzione del centro storico: cerchiata è la chiesa. Evidente il progetto di liberazione dell'abside, mai effettuato
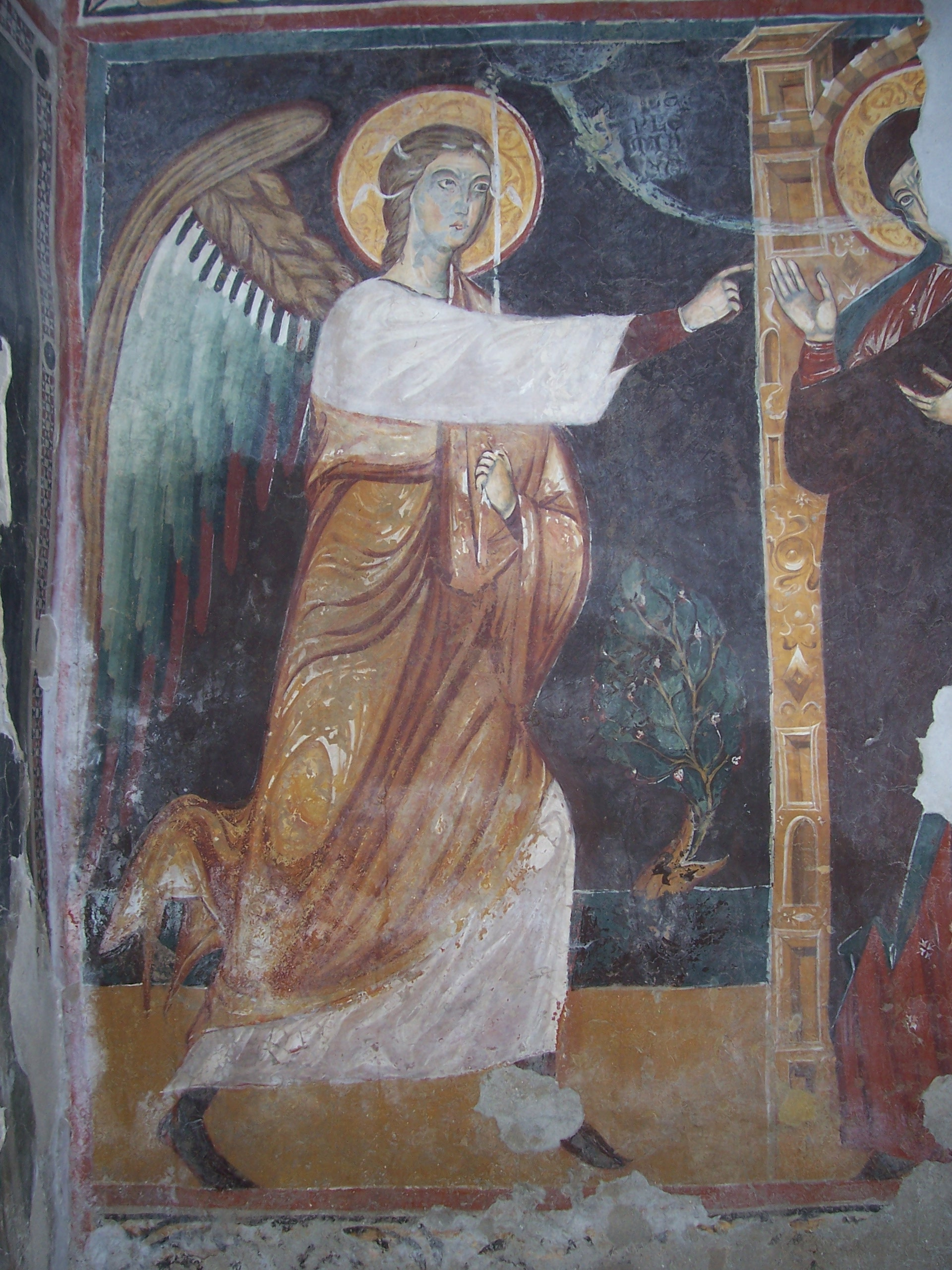
L'Annunciazione
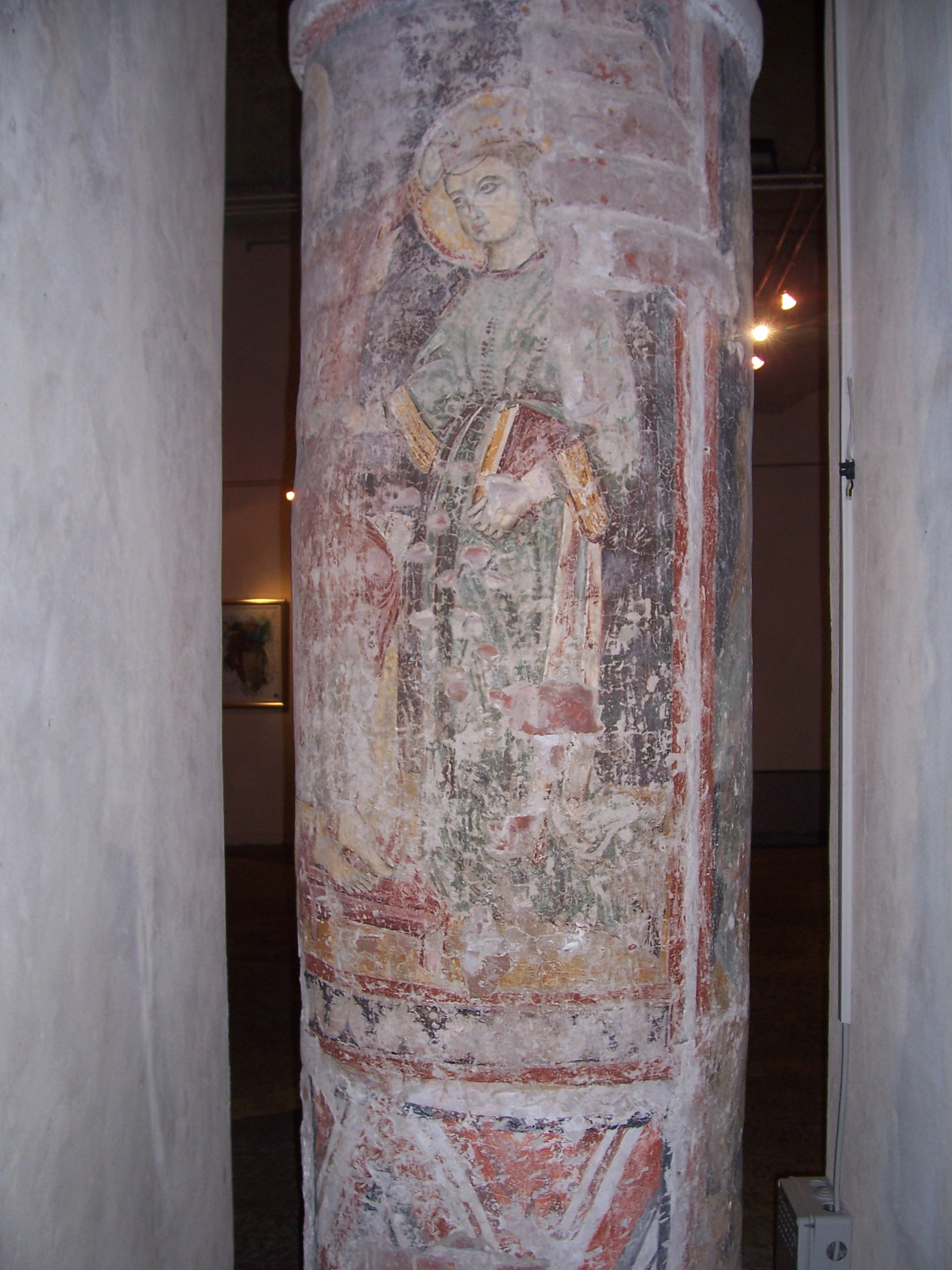
Un affresco del colonnato
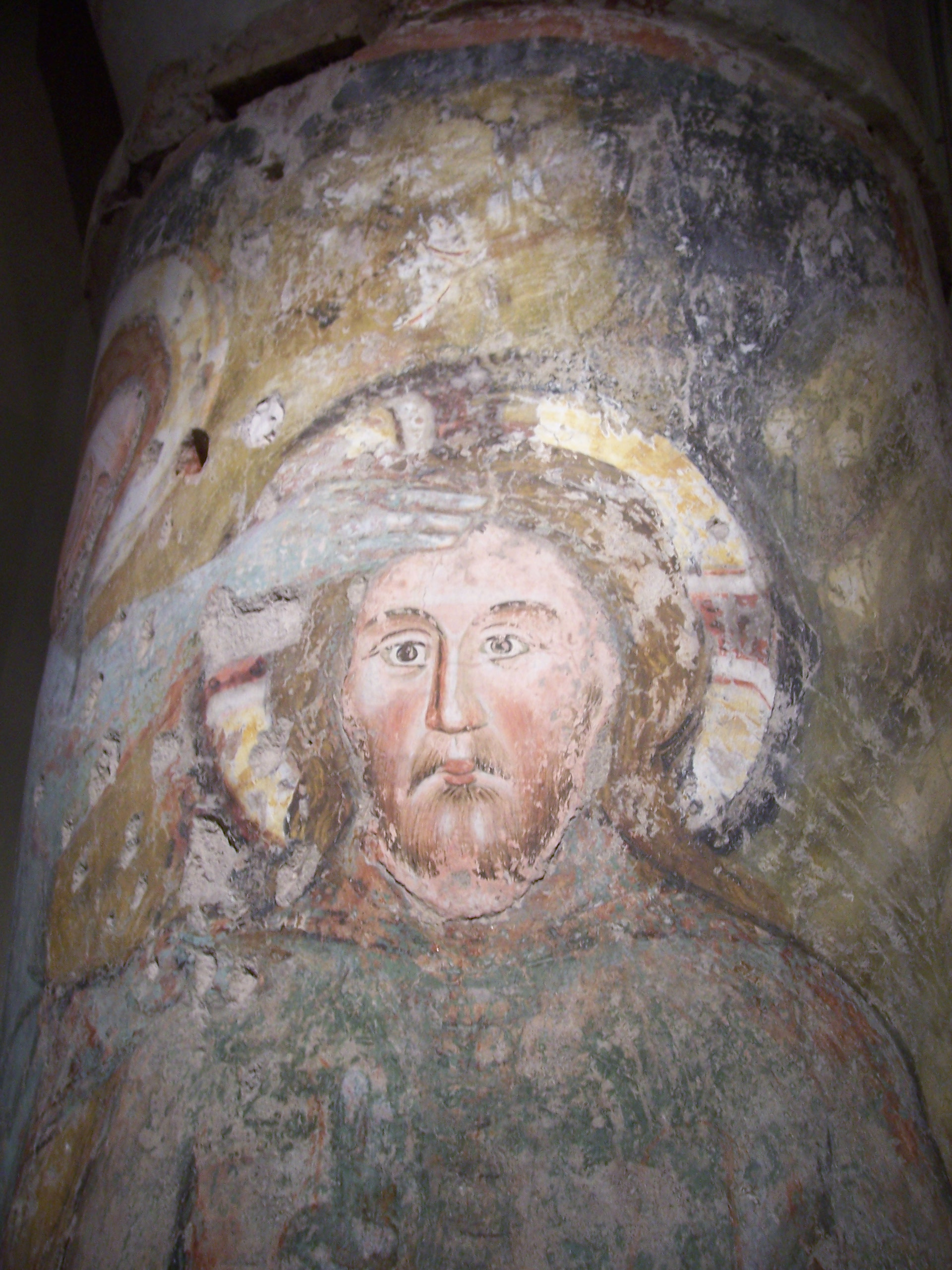
L'affresco del Battesimo (particolare)
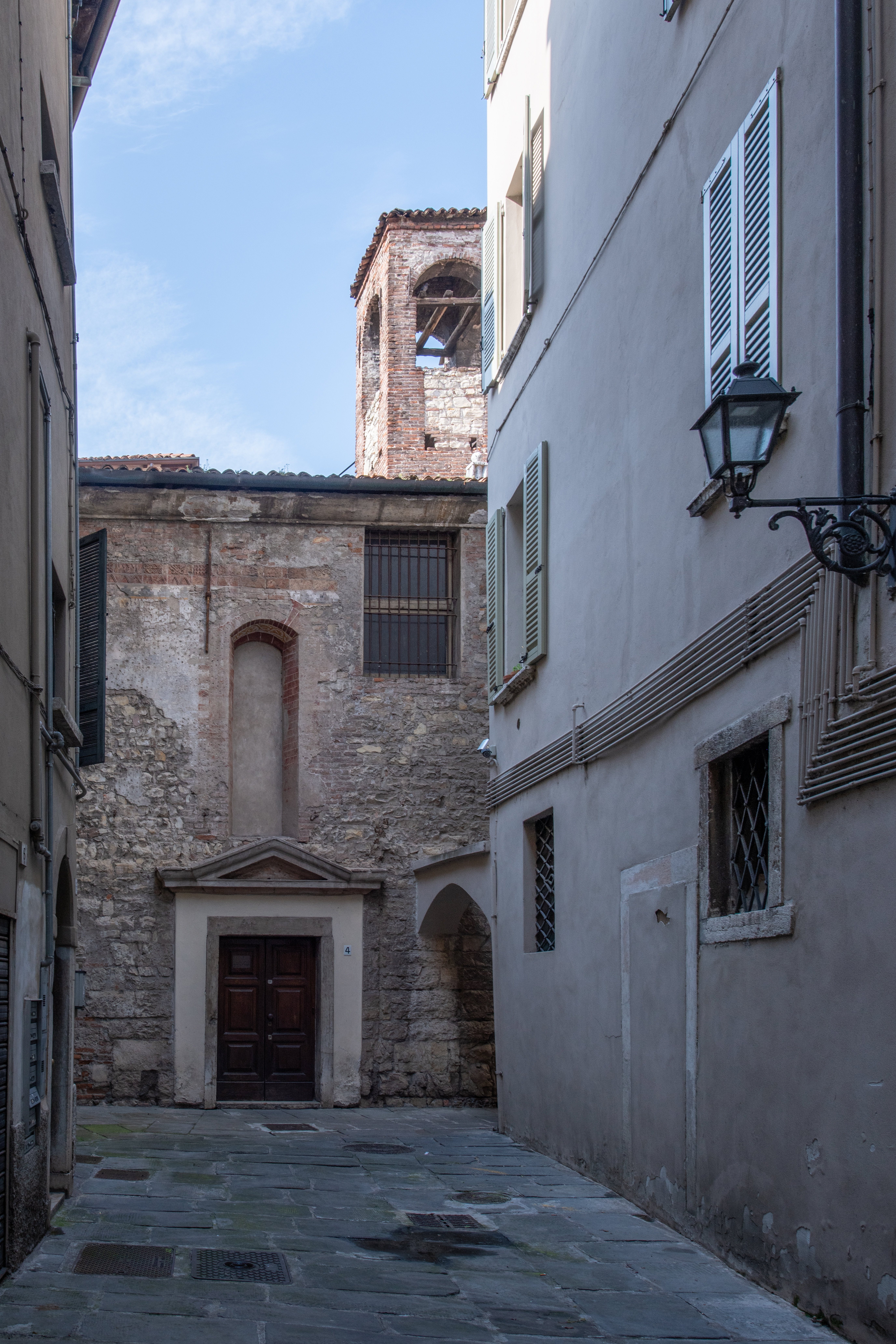
L'attuale ingresso alla chiesa. Notare l'antica monofora e la fascia di formelle in cotto sopra di essa